# U33B型柴油机车
U33B型柴油机车是美国通用电气公司于1966年推出的一款柴油机车。

## 开发背景
1960年代中期，当时世界上的电力传动柴油机车已经出现向交—直流电传动发展的趋势，亦即是利用交流发电机和整流装置代替了传统的直流发电机而给牵引电动机供电。1966年，通用电气公司在U28B型柴油机车的基础上，研制了采用交流发电机的U30B型柴油机车，同时还开始向市场提供功率更大的U33B型柴油机车，柴油机装车进一步提高至3300马力。
U33B型柴油机车是干线货运用的四轴柴油机车，型号当中的“U”代表“通用”系列、“33”代表单节功率为3300马力、“B”代表机车轴式为Bo-Bo。U33B型柴油机车与U30B型柴油机车相比没有太大变化，机车采用底架承载的单司机室外走廊式车体结构，唯一比较明显的改变是首次采用了压风式冷却以满足功率提升后的冷却需要，冷却室顶部安装有较大面积的散热器，而冷却风扇放在散热器下面，这种散热器布置形式还一直被沿用到后来的“Dash 7”、“Dash 8”和“Dash 9”系列柴油机车，成为以后通用电气柴油机车产品的一个著名特点。
机车装用一台16气缸、四冲程、涡轮增压的FDL16型中速柴油机，额定功率为3300马力。传动系统采用交—直流电传动，柴油机直接驱动一台GTA-11型三相交流同步发电机，发出的三相交流电经硅二极管整流器整流为直流电后，供给四台并联的GE-752型串励直流牵引电动机。两台二轴转向架可按客户需要选用AAR标准的B型转向架或通用电气的FB2型浮动摇枕式转向架，或者是从已报废易安迪机车换下来的布贝格B型转向架。
U33B型柴油机车于1966年12月投入批量生产，生产一直持续到1975年3月停产为止，通用电气公司共生产了137台该型机车。由于当时美国的四轴干线柴油机车市场已经逐步缩小，铁路公司开始倾向于采购六轴干线柴油机车（例如同型号六轴版本的U33C型柴油机车），因此U33B型柴油机车的销售情况亦不算理想，只有四家一级铁路公司购置了该型机车，包括岩島鐵路、紐約中央鐵路、海岸沿海铁路和宾州中央铁路。

## 参看
- U30B型柴油机车
- U36B型柴油机车
- U33C型柴油机车